# Saugerties (villa)
Saugerties es una villa ubicada en el condado de Ulster en el estado estadounidense de Nueva York. En el año 2000 tenía una población de 4,955 habitantes y una densidad poblacional de 1,042.4 personas por km².

## Geografía
Saugerties se encuentra ubicada en las coordenadas 42°4′35″N 73°57′1″O / 42.07639, -73.95028.

## Demografía
Según la Oficina del Censo en 2000 los ingresos medios por hogar en la localidad eran de $35,525, y los ingresos medios por familia eran $49,063. Los hombres tenían unos ingresos medios de $35,204 frente a los $23,333 para las mujeres. La renta per cápita para la localidad era de $17,900. Alrededor del 12.2% de la población estaban por debajo del umbral de pobreza.